# معهد الواحة للتدريب والتطوير

## معهد الواحة للتدريب والتطوير
هو مؤسسة تدريبية تسعى لوضع بصمة في مجال التدريب والتطوير وفق خطط تدريبية مدروسة.
من محافظة البريمي في سلطنة عمان كانت البداية، واليوم توسعت شبكة أعمال المعهد لتغطي جميع محافظات السلطنة بالإضافة لدول المنطقة والجوار، حيث يبذل المعهد جهوداً جبارة لضمان التميز والحفاظ على مستوى عالٍ من الجودة، مما جعل المعهد يحصل على تصنيف الفئة الأولى للمعاهد وفق مواصفات وزارة التعليم العالي والبحث العلمي والابتكار ووزارة العمل في سلطنة عمان.
ولأن الإنسان هو محور التنمية والتطوير، قام المعهد بتنفيذ العديد من الدورات والبرامج التدريبية على أيدي أفضل الخبراء والمختصين، لتغطي مظلة أعماله اليوم أكثر من 200 برنامج تدريبي في مجالات متعددة مع الآلاف من المتدربين الذين نال ثقتهم وكان للمعهد شرف دعمهم وتطوير مهاراتهم.

## القيم والمبادئ

#### الإبداع:
في الأفكار، والرؤى، والأعمال. حيث يعمل المعهد دائماً لتقديم المعرفة بأسلوب فريد وشيق.

#### التميّز:
يتطلب التجديد بشكل مستمر، وقد برع المعهد في هذا المجال وقدم نتائج استثنائية.

#### الجودة:
مقياس نجاح المعهد هو مقدار الجودة في الأعمال المنفذه، ويفتخر المعهد بتحقيق أهدافاً تعتبر حلم للكثيرين.

#### المصداقية:
هي الأساس المتين لجميع تعاملات المعهد مع جميع الأطراف والفئات.

#### الاستدامة:
جوهر التنمية هو العمل وفق خطط استدامة تضمن الاستمرارية في البناء والتطوير.

## الخدمات والأنشطة[2]
يقدّم معهد الواحة للتدريب والتطوير مجموعة من البرامج التي تشمل جوانب مختلفة وتغطي العديد من المتطلبات بحسب حاجة العميل:

#### المؤتمرات وورش العمل
نقوم بتنظيم المؤتمرات والندوات والورش العلمية المحلية والدولية. ومن خلال فريق عملنا المتكامل نستطيع تقديم كافة الخدمات بدقة عالية واحترافية، بحيث تحصلون على أفضل المخرجات وبأقل التكاليف وأعلى معايير الجودة.

#### البرامج التدريبية التخصصية
ندرك خصوصية بعض المؤسسات ونلتزم بتغطية احتياجاتهم بتنوعها، كما نعمل على توفير البرامج المناسبة والتي تلبي متطلباتهم التدريبية وذلك بعد دراسة متعمقة للاحتياجات التدريبية للفئات المستهدفة، إذ تمر تلك البرامج بعدة مراحل بدءاً بتقييم الاحتياجات، ومن ثم تصميم الخطط التدريبية، وتنفيذها، وانتهاء بتقييم النتائج ومشاركة التقارير والنصائح مع العميل.

#### الحلقات التطبيقية
انطلاقاً من أهمية الحلقات التطبيقية، فإننا نحرص على تنفيذ حلقات تطبيقية تفاعلية متخصصة، تستهدف رواد الأعمال وتناقش أحدث الأساليب المتبعة في عالم المال والأعمال من قبل كبرى الشركات والمنظمات الدولية. كل ذلك يتم بمساعدة خبراء ذوي كفاءات عالية متخصصين ومعتمدين.

#### البرامج التأهيلية والتطويرية
حرصاً منا على دعم احتياجات القطاع الخاص ورفده بالكوادر الناشئة ذات الخبرة والموهبة، أطلقنا عدداً من البرامج التأهيلية التي تهدف إلى تزويد الموظفين الجدد بخبرات في شتى المجالات. كما قمنا بتصميم دبلوم التأهيل الوظيفي الذي يُعتبر حجر الأساس في اعداد الباحثين عن عمل لوظائف ومهن المستقبل.

#### الشهادات المهنية[3]
بالإضافة إلى البرامج التدريبية والتأهيلية، نساعد عملائنا أيضاً في العديد من المجالات الأخرى، حيث نوفّر دورات تحضيرية للشهادات المهنية في علوم الحاسب الآلي كالتصميم والبرمجة والشبكات، وصولاً إلى التسويق الإلكتروني وأمن المعلومات والصيانة. كل ذلك والمزيد يترافق أيضاً مع تقديم الدعم اللازم للتسجيل في امتحانات تلك الشهادات، كشهادة الرخصة الدولية لقيادة الحاسب الآلي ICDL و IC3 وكذلك الشهادة الدولية في اللغة الإنجليزية IELTS أو TOEFL وغيرها الكثير من الشهادات والرخص المهنية المعتمدة.

## مجالات الدورات التدريبية التي يقدمها المعهد[4]
- اللغة الإنجليزية
- تكنولوجيا المعلومات
- الأمن و السلامة المهنية
- إدارة المشاريع وريادة الاعمال[5]
- التنمية البشرية وتطوير الذات
- الإدارة والقيادة
- المبيعات والتسويق
- المالية والمحاسبة

## ميزات معهد الواحة[6]
- أول مركز معتمد في محافظة البريمي لتدريب وامتحان شهادة ICDL الرخصة الدولية لقيادة الحاسب الآلي
- أول مركز معتمد لتدريب وامتحان الشهادة الدولية للحوسبة والانترنت IC3 [7] في محافظة البريمي
- أول مركز معتمد والوحيد لتقديم شهادات شركة أدوبي ( اليستريتر -فوتشوب -دريمويفر) في محافظة البريمي
- أول مركز معتمد لتقديم شهادات مايكروسوفت أوفيس (مايكروسوفت أوفيس). في محافظة البريمي

## لماذا تختار معهد الواحة؟[8]
1.مؤسسة تدريبية عمانية 100% حاصلة على تصنيف الفئة الأولى من الجهات المختصة.
2.كادر عماني متكامل ومتخصص ويمتلك خبرة طويلة في هذا المجال.
3.برامجنا التدريبية مصممة لتجمع بين المعارف النظرية والتطبيقات العملية المبتكرة.
4.نوفر منصة تعليم إلكتروني بمحتوى تفاعلي ومناسبة لجميع الظروف.
5.محتوى إلكتروني بإخراج واضح وسهل لضمان الجودة وتنظيم المخرجات.
6.عملية تقييم وتطوير مستمرة لمحتوى الورش التدريبية.
7.قياس العائد التدريبي على المستفيدين بالطرق العلمية بعد انتهاء البرنامج.

## دورات دولية قدمها المعهد[5]
دورة قوة الإرادة وإدارة فرص النجاح _ الجزائر.
دورة الهندرة وإدارة هندسة العمليات _ لندن _ المملكة المتحدة.
دورة إدارة التغيير _ طرابزون _ تركيا
دبلوم التأهيل الوظيفي _ الدوحة _ قطر 